# 6613 Williamcarl
6613 Williamcarl هو كويكب، يقع ضمن حزام الكويكبات. اكتشف في 2 يونيو 1994.

## روابط خارجية
- 6613 Williamcarl في قاعدة بيانات مختبر الدفع النفاث لأجرام النظام الشمسي الصغيرة

- الاكتشاف · مخطط المدار ·  العناصر المدارية · المعلمات المادية

- 6613 Williamcarl على موقع ويكي سكاي: DSS2, SDSS, GALEX, IRAS, Hydrogen α, X-Ray, Astrophoto, Sky Map, Articles and images